# José Cañizares
José de Cañizares fue un explorador español originario de Sevilla. El nombre de su esposa fue Josefa López Portillo. Estuvo involucrado en la exploración de San Diego y Monterrey, California. Vivía en Nayarit y salía desde San Blas a sus exploraciones. Fue parte de la exploración de California con Rivera en 1769, y con Antonio en 1774. Formó parte de la expedición de Gaspar de Portolá. Fue el primero en documentar la bahía de San Francisco, en California, creando el primer mapa del puerto de San Francisco en agosto de 1775, en el viaje que hizo en el barco San Carlos junto con el teniente Juan Manuel de Ayala. Se conservan los diarios inéditos de las exploraciones de Cañizares.